# Holmevatten (Spekeröds socken, Bohuslän)
Holmevatten är en sjö i Stenungsunds kommun i Bohuslän och ingår i Göta älv-Bäveåns kustområde. Sjön har en area på 0,0759 kvadratkilometer och ligger 107 meter över havet. Holmevatten ligger i Svartedalen Natura 2000-område.

## Delavrinningsområde
Holmevatten ingår i det delavrinningsområde (643855-126843) som SMHI kallar för Mynnar i Anråse å. Medelhöjden är 108 meter över havet och ytan är 12,79 kvadratkilometer. Det finns inga avrinningsområden uppströms utan avrinningsområdet är högsta punkten. Porsån som avvattnar avrinningsområdet har biflödesordning 2, vilket innebär att vattnet flödar genom totalt 2 vattendrag innan det når havet efter 6 kilometer. Avrinningsområdet består mestadels av skog (89 %). Avrinningsområdet har 0,51 kvadratkilometer vattenytor vilket ger det en sjöprocent på 4 %.